# 1948 dans les chemins de fer
Chronologie des chemins de fer
1947 dans les chemins de fer - 1948 - 1949 dans les chemins de fer

## Évènements

### Mars
- 21 mars.  France :   loi de création de l'Office Régional des Transports Parisiens, nouvelle autorité de tutelle du réseau, et la Régie autonome des transports parisiens (RATP)[1].

### Mai
- 25 mai.  France :   la station Obligado de la ligne 1 du métro de Paris prend son nom actuel, Argentine.